# Блюменштайн (Берн)
Блюменштайн (нім. Blumenstein BE) — громада  в Швейцарії в кантоні Берн, адміністративний округ Тун.

## Географія
Громада розташована на відстані близько 24 км на південь від Берна.
Блюменштайн має площу 15,5 км², з яких на 3,9% дозволяється будівництво (житлове та будівництво доріг), 48,3% використовуються в сільськогосподарських цілях, 39,9% зайнято лісами, 7,9% не є продуктивними (річки, льодовики або гори).

## Демографія
2019 року в громаді мешкало 1248 осіб (+6,6% порівняно з 2010 роком), іноземців було 3,5%. Густота населення становила 80 осіб/км².
За віковим діапазоном населення розподілялося таким чином: 19,4% — особи молодші 20 років, 56,3% — особи у віці 20—64 років, 24,4% — особи у віці 65 років та старші. Було 540 помешкань (у середньому 2,3 особи в помешканні).
Із загальної кількості 345 працюючих 60 було зайнятих в первинному секторі, 150 — в обробній промисловості, 135 — в галузі послуг.